# Vanda härad
Vanda härad, före 1972 Helsinge härad, är ett härad i Finland, tidigare i Nylands län. Det omfattar sedan 1966 endast den kommun som sedan 1974 heter Vanda stad.
Häradets yta (landsareal) var 1910 3307,4 km²; häradet hade 31 december 1908 66.629 invånare med en befolkningstäthet av 20,1 inv/km².

## Kommuner
De ingående landskommunerna var 1910 som följer:
- Askola
- Borgnäs, finskt namn: Pornainen
- Borgå, finskt namn: Porvoo
- Buckila, finskt namn: Purkkila
- Helsinge, finskt namn: Helsinki, bytte namn till Vanda 1972
- Mäntsälä
- Nurmijärvi
- Sibbo, finskt namn: Sipoo
- Tusby, finskt namn: Tuusula

Hyvinge kommun bröts ut ur Nurmijärvi och Hausjärvi 1917, och Hyvinge köping ur landskommunen 1923. Efter första världskriget bildades flera kommuner ur Helsinge kommuns södra del: Hoplax (1920), Åggelby (1921) och Brändö (1922); Haga köping bröts i sin tur ut ur Hoplax 1923. Kervo köping bröts ut ur Tusby kommun 1924.
Brändö, Haga, Hoplax, Åggelby och en del av Helsinge inkorporerades i Helsingfors 1946. Samma år avskildes Tusby härad, bestående av Askola, Buckila, Hyvinge, Mäntsälä, Nurmijärvi och Tusby landskommuner samt Kervo och Hyvinge köpingar. I gengäld överfördes Esbo och Kyrkslätts kommuner samt Grankulla köping från Lojo härad, 1950 överfördes även Sjundeå. Kyrkslätt och Sjundeå fördes dock tillbaka till Lojo härad 1956.
Häradet delades åter 1959, då Borgnäs, Borgå landskommun och Sibbo bildade Borgå härad, och 1966, då Esbo och Grankulla bildade Esbo härad. När Helsinge, den enda kvarstående kommunen, bytte namn till Vanda 1972 bytte även häradet namn.